# شوكت صديقي
شوكت صديقي (بالإنجليزية: Shaukat Siddiqui)‏ (20 مارس 1923، لكناو في الهند - 16 ديسمبر 2006)؛ كاتب وروائي باكستاني.